# Female
Female is een Amerikaanse Pre-Codefilm uit 1933 onder regie van Michael Curtiz, William Dieterle en William A. Wellman.

## Verhaal
Alison Drake is de machtige en serieuze eigenares van een grote autobedrijf. Ze was ooit een hopeloze romanticus, maar door haar werkdagen van 14 uur per dag, waarin ze enkel door zakenmannen is omgeven, is ze veranderd in een realistische zakenvrouw. Ze heeft zo nu en dan een korte relatie met mannen, van wie veel deel uitmaken van haar bedrijf. Zo ook George Cooper, een jongeman die een toekomst ziet in zijn affaire met Alison. Zij ziet dit anders en wijst hem af.
Tijdens een galafeest ergert Alison zich aan de mannen en vertrekt ze naar een kermis, waar ze kennismaakt met een man. Ze vertelt hem niet van haar achtergrond en uiteindelijk beleven ze een gezellige avond. De volgende dag ontdekt ze dat de man Jim Thorne is, een nieuwe werknemer. Ze probeert hem te verleiden, maar hij heeft, sinds hij haar functie weet, geen interesse meer in haar. Als ze krijgt te horen dat hij een date heeft met een andere vrouw, probeert Alison dit te saboteren, maar uiteindelijk trekt ze zich terug en vraagt ze haar assistent Pettigrew om advies.
Pettigrew vertelt haar dat Thorne een dominante man is, die nooit verliefd zal worden op een vrouw met een belangrijkere functie die niet tegen hem op kijkt. Alison ziet een kans Thorne voor zich te winnen door zich voor te doen als een hulpeloze vrouw die hunkert naar een leidinggevende man. Thorne heeft niet door dat ze doet alsof en zoent haar. De volgende dag kondigt hij aan dat ze binnenkort kunnen trouwen. Tot zijn grote ongenoegen maakt ze duidelijk dat ze daar geen behoefte aan heeft. Hij aarzelt geen moment en verlaat haar.
Ondertussen kampt haar bedrijf met financiële problemen. Terwijl ze een ontmoeting regelt met een bank, beseft ze dat ze niet kan leven zonder Thorne. Nadat ze hem heeft gevonden, vertelt Alison hem dat ze alsnog met hem wil trouwen. Terwijl ze samen terugkeren, kondigt ze aan dat hij het bedrijf van haar mag overnemen, zodat zij een huisvrouw kan worden.

## Rolbezetting
| Acteur               | Personage          |
| -------------------- | ------------------ |
| Ruth Chatterton      | Alison Drake       |
| George Brent         | Jim Thorne         |
| Lois Wilson          | Harriet Brown      |
| Johnny Mack Brown    | George P. Cooper   |
| Ruth Donnelly        | Miss Frothingham   |
| Ferdinand Gottschalk | Pettigrew          |
| Phillip Reed         | Freddie Claybourne |
| Gavin Gordon         | Briggs             |

## Achtergrond
Aanvankelijk werd regisseur William Dieterle aangesteld om de film te regisseren, maar hij werd in augustus 1933 door ziekte vervangen door William A. Wellman. Hij moest echter al snel beginnen aan de opnamen van College Coach (1933), waardoor de overige scènes werden opgenomen door Michael Curtiz. Lyle Talbot had de rol van George P. Cooper gekregen, maar hij werd vervangen door Johnny Mack Brown. Dit was omdat Jack Warner niet tevreden was met Talbots optreden.
De Amerikaanse filmkeuring was tegen de film, omdat het hoofdpersonage wordt afgebeeld als een ongehuwde vrouw die van de aandacht van verscheidene mannen geniet. Dat ze wel seks had met de mannen, maar verder geen contact met hen wilde, was volgens de keuring onacceptabel. Warner Brothers negeerde deze opmerking en bracht de film uit zonder wijzigingen, waardoor het tegenwoordig ook wel een Pre-Codefilm wordt genoemd.
Ondanks het negeren van de waarschuwing werd de film een succes en bracht wereldwijd $451.000 op.